# Tour de France 1977
64. Tour de France rozpoczął się 30 czerwca w Fleurance, a zakończył się 24 lipca w Paryżu. Wyścig składał się z prologu i 22 etapów (etapy 5, 7, 13, 15 i 22 podzielone były na 2 podetapy każdy). Cała trasa liczyła 4096 km.
Klasyfikację generalną wygrał Francuz Bernard Thévenet, wyprzedzając Holendra Henniego Kuipera i Belga Luciena Van Impe. Klasyfikację punktową wygrał Jacques Esclassan, górską Van Impe, młodzieżową Dietrich Thurau z RFN, a sprinterską kolejny Francuz Pierre-Raymond Villemiane. Najaktywniejszym kolarzem został Holender Gerrie Knetemann. W klasyfikacji drużynowej najlepsza była holenderska ekipa TI-Raleigh, a w punktowej klasyfikacji drużynowej zwyciężył francuski zespół Peugeot.
Sześciu kolarzy: Hiszpanie Antonio Menéndez, Fernando Mendes, Luis Ocaña i Sebastian Pozo, Portugalczyk Joaquim Agostinho i Holender Joop Zoetemelk zostali zdyskwalifikowani za doping. Kilka miesięcy później zwycięzca Touru, Bernard Thévenet, przyznał się do stosowania kortyzolu.

## Drużyny
W tej edycji TdF wzięło udział 10 drużyn:
- Lejeune-BP
- Miko-Mercier-Hutchinson
- Peugeot-Esso-Michelin
- KAS-Campagnolo
- Frisol-Gazelle-Thirion
- Gitane-Campagnolo
- Teka
- Fiat
- Raleigh
- Bianchi-Campagnolo

## Etapy
| P   | 30 czerwca | Fleurance                             | ITT 5,0 km    | Dietrich Thurau           |               |               |               |
| 1   | 1 lipca    | Fleurance – Auch                      | 237,0 km      | Pierre-Raymond Villemiane |               |               |               |
| 2   | 2 lipca    | Auch – Pau                            | 253,0 km      | Dietrich Thurau           |               |               |               |
| 3   | 3 lipca    | Oloron-Sainte-Marie – Vitoria-Gasteiz | 248,2 km      | José Nazabal              |               |               |               |
| 4   | 4 lipca    | Vitoria-Gasteiz – Seignosse           | 256,0 km      | Régis Delépine            |               |               |               |
| 5A  | 5 lipca    | Morcenx – Bordeaux                    | 138,5 km      | Jacques Esclassan         |               |               |               |
| 5B  | 5 lipca    | Bordeaux                              | ITT 30,2 km   | Dietrich Thurau           |               |               |               |
|     | 6 lipca    | Dzień przerwy                         | Dzień przerwy | Dzień przerwy             | Dzień przerwy | Dzień przerwy | Dzień przerwy |
| 6   | 7 lipca    | Bordeaux – Limoges                    | 225,5 km      | Jan Raas                  |               |               |               |
| 7A  | 8 lipca    | Jaunay-Clan – Angers                  | 139,5 km      | Patrick Sercu             |               |               |               |
| 7B  | 8 lipca    | Angers                                | TTT 4,0 km    | Fiat                      |               |               |               |
| 8   | 9 lipca    | Angers – Lorient                      | 246,5 km      | Giacinto Santambrogio     |               |               |               |
| 9   | 10 lipca   | Lorient – Rennes                      | 187,0 km      | Klaus-Peter Thaler        |               |               |               |
| 10  | 11 lipca   | Bagnoles-de-l’Orne – Rouen            | 174,0 km      | Fedor den Hertog          |               |               |               |
| 11  | 12 lipca   | Rouen – Roubaix                       | 242,5 km      | Jean-Pierre Danguillaume  |               |               |               |
| 12  | 13 lipca   | Roubaix – Charleroi                   | 192,5 km      | Patrick Sercu             |               |               |               |
| 13A | 14 lipca   | Fryburg Bryzgowijski                  | 46,0 km       | Patrick Sercu             |               |               |               |
| 13B | 14 lipca   | Altkirch – Besançon                   | 159,5 km      | Jean-Pierre Danguillaume  |               |               |               |
|     | 15 lipca   | Dzień przerwy                         | Dzień przerwy | Dzień przerwy             | Dzień przerwy | Dzień przerwy | Dzień przerwy |
| 14  | 16 lipca   | Besançon – Thonon-les-Bains           | 230,0 km      | Bernard Quilfen           |               |               |               |
| 15A | 17 lipca   | Thonon-les-Bains – Morzine            | 105,0 km      | Paul Wellens              |               |               |               |
| 15B | 17 lipca   | Morzine – Avoriaz                     | ITT 14,0 km   | Lucien Van Impe           |               |               |               |
| 16  | 18 lipca   | Morzine – Chamonix                    | 121,0 km      | Dietrich Thurau           |               |               |               |
| 17  | 19 lipca   | Chamonix – L’Alpe d’Huez              | 184,5 km      | Hennie Kuiper             |               |               |               |
| 18  | 20 lipca   | Voiron – Saint-Étienne                | 195,5 km      | Joaquim Agostinho         |               |               |               |
| 19  | 21 lipca   | Saint-Triver – Dijon                  | 171,5 km      | Gerrie Knetemann          |               |               |               |
| 20  | 22 lipca   | Dijon                                 | ITT 50,0 km   | Bernard Thévenet          |               |               |               |
| 21  | 23 lipca   | Montereau-Fault-Yonne – Wersal        | 141,5 km      | Gerrie Knetemann          |               |               |               |
| 22A | 24 lipca   | Paryż                                 | ITT 6,0 km    | Dietrich Thurau           |               |               |               |
| 22B | 24 lipca   | Paryż (Champs-Élysées)                | 90,7 km       | Alain Meslet              |               |               |               |

## Klasyfikacje końcowe

### Klasyfikacja generalna
| Pozycja | Zawodnik         | Drużyna | Czas          |
| ------- | ---------------- | ------- | ------------- |
| 1.      | Bernard Thévenet | Peugeot | 115 h 38' 30" |
| 2.      | Hennie Kuiper    | Raleigh | +48"          |
| 3.      | Lucien Van Impe  | Lejeune | +3' 32"       |
| 4.      | Francisco Galdos | KAS     | +7' 45"       |
| 5.      | Dietrich Thurau  | Raleigh | +12' 24"      |
| 6.      | Eddy Merckx      | Fiat    | +12' 38"      |
| 7.      | Michel Laurent   | Peugeot | +17' 42"      |
| 8.      | Joop Zoetemelk   | Miko    | +19' 22"      |
| 9.      | Raymond Delisle  | Miko    | +21' 32"      |
| 10.     | Alain Meslet     | Gitane  | +27' 31"      |

### Klasyfikacja punktowa
| Pozycja | Zawodnik                  | Drużyna | Punkty |
| ------- | ------------------------- | ------- | ------ |
| 1.      | Jacques Esclassan         | Peugeot | 236    |
| 2.      | Giacinto Santambrogio     | Bianchi | 140    |
| 3.      | Dietrich Thurau           | Raleigh | 137    |
| 4.      | Pierre-Raymond Villemiane | Gitane  | 128    |
| 5.      | Eddy Merckx               | Fiat    | 93     |

### Klasyfikacja górska
| Pozycja | Zawodnik         | Drużyna | Punkty |
| ------- | ---------------- | ------- | ------ |
| 1.      | Lucien Van Impe  | Lejeune | 244    |
| 2.      | Hennie Kuiper    | Raleigh | 174    |
| 3.      | Pedro Torres     | Teka    | 143    |
| 4.      | Bernard Thevenet | Peugeot | 114    |
| 5.      | Joop Zoetemelk   | Miko    | 80     |

### Klasyfikacja młodzieżowa
| Pozycja | Zawodnik                  | Drużyna | Czas          |
| ------- | ------------------------- | ------- | ------------- |
| 1.      | Dietrich Thurau           | Raleigh | 115 h 50' 54" |
| 2.      | Alain Meslet              | Gitane  | +15' 07"      |
| 3.      | Pierre-Raymond Villemiane | Gitane  | +24' 18"      |

### Klasyfikacja sprinterska
| Pozycja | Zawodnik                  | Drużyna | Punkty |
| ------- | ------------------------- | ------- | ------ |
| 1.      | Pierre-Raymond Villemiane | Gitane  | 73     |
| 2.      | Giacinto Santambrogio     | Bianchi | 49     |
| 3.      | Jacques Esclassan         | Peugeot | 32     |
| 4.      | Jean-Pierre Danguillaume  | Peugeot | 16     |
| 5.      | Roland Berland            | Gitane  | 9      |

### Klasyfikacja drużynowa
| Pozycja | Drużyna     | Czas          |
| ------- | ----------- | ------------- |
| 1.      | Raleigh     | 347 h 41' 19" |
| 2.      | Gan-Mercier | +13' 29"      |
| 3.      | KAS         | +20' 45"      |
| 4.      | Peugeot     | +25' 02"      |
| 5.      | Teka        | +56' 19"      |